# Нікея (Аттика)
Нікея (грец. Νίκαια) — муніципалітет в Греції, в номі Пірей, південно-західне передмістя міста Пірея. Дев'яте за величиною місто Греції.

## Історія
Як і більшість інших муніципалітетів у передмісті Пірея, Нікея до 19 столітті являла собою сільськогосподарські угіддя. Інтенсивний урбаністичний розвиток захопив територію в 1930-х роках. Значну частку населення Нікеї склали греки, що повернулись із Малої Азії. Сучасна Нікея щільно забудована та густонаселена.

## Населення
| Рік  | Населення |
| ---- | --------- |
| 1981 | 90 368    |
| 1991 | 87 597    |
| 2001 | 93 086    |

## Спорт
| Клуб           | Ліга                  | Майданчик                            | Місткість | Заснований |
| -------------- | --------------------- | ------------------------------------ | --------- | ---------- |
| «Іонікос»      | Бета Етнікі — футбол  | Громадський стадіон Неаполіса, Пірей | 5 000     | 1965       |
| Іонікос Нікеас | A3 Етнікі — баскетбол | «Платонас Гімнасіум»                 | 1 500     | 1965       |

Спортивні споруди
- Нікейська олімпійська важкоатлетична зала
- Національний спортивний центр Платона
- тренувальний стадіон футбольного клубу «Проодефтікі»
- тренувальний стадіон футбольного клубу «Іонікос»

## Персоналії
- Йоргос Мазонакіс — музикант, виконавець сучасної лаїки.